# Thueris
Thueris (græsk: Θουέρις eller Taweret og Thoeris), modergudinde i det gamle Egypten. Associeredes med de to andre egyptiske modergudinder, Isis og Hathor. Thueris var beskytter af gravide og ammende kvinder. Thueris afbildedes som en drægtig flodhest.